# 착한아내
"착한아내"은 2016년에 개봉한 대한민국의 영화이다.

## 캐스팅
- 박현진 : 서연 역
- 이상훈 : 태준 역
- 이자은 : 화이 역
- 김선혁 : 재림 역
- 신재이 : 어린 서연 역
- 조경훈 : 이장 역
- 한보람 : 의사 / 렌터여 역
- 조정훈 : 어린 서연 양부 역
- 서주연 : 어린 서연 양모 역
- 이보미 : 간호사 역